# Ruellia harveyana
Ruellia harveyana là một loài thực vật có hoa trong họ Ô rô. Loài này được Stapf miêu tả khoa học đầu tiên năm 1913.